# Марк Вилијамс
Марк Вилијамс (engl. Mark Williams; Кум, 21. марта 1975) је професионални играч снукерa.

## Kаријера
Вилијамс је освојио 24 турнира од којих три светска првенства. Први је леворуки играч снукера који је освојио светско првенство. Прву титулу је освојио после драматичних партија против Џона Хигинса у полуфиналу и Метјуа Стивенса у финалу. Такође, био је на првом месту листе најбољих играча у три различите сезоне. Не доминира игром, иако се одважно супротставља снажној конкуренцији у ликовима Ронија О'Саливана, Стивена Хендрија и Џона Хигинса. Релативно слаба сезона 2004/05. га је довела на девето место најбољих играча у свету.
Двадесетог априла 2005. постао је први Велшанин и пети играч у историји игре који је постигао максималан број поена (147) на Светском првенству. Ово је остварио у мечу прве рунде против Роберта Милкинсa.
Вилијамс је и аматерски боксер. Има један облик далтонизма, тако да не разликује браон и црвену боју па у току партије често зна да замоли судију за помоћ при разликовању браон и црвене кугле.
Име му се често исписује као Марк Ј. Вилијамс због другог Марка Вилијамса, енглеског играча из 90-их. После освајање једног од светских првенстава, чек од 200.000 фунти је погрешно послат управо том Марку Вилијамсу.
Вилијамс је познат по сјајним сингл и дугим ударцима.

## Успеси

### Рангирана финала: 41 (26 победа, 15 пораза)
| Исход     | Година | Турнир                          | Противник у финалу | Резултат    |
| --------- | ------ | ------------------------------- | ------------------ | ----------- |
| Победник  | 1996   |                                 | Џон Парот          | 9–3         |
| Победник  | 1996   |                                 | Јан Хендерсон      | 9–5         |
| Победник  | 1997   |                                 | Стивен Хендри      | 9–2         |
| Победник  | 1998   |                                 | Алан Макманус      | 9–4         |
| Победник  | 1999   |                                 | Стивен Хендри      | 9–8         |
| Победник  | 1999   |                                 | Алан Макманус      | 9–7         |
| Финалиста | 1999   | Светско првенство               | Стивен Хендри      | 11–18       |
| Финалиста | 1999   |                                 | Џон Хигинс         | 8–9         |
| Победник  | 1999   | Првенство Уједињеног Краљевства | Метју Стивенс      | 10–8        |
| Победник  | 2000   |                                 | Стивен Хендри      | 9–5         |
| Победник  | 2000   | Светско првенство               | Метју Стивенс      | 18–16       |
| Финалиста | 2000   |                                 | Keн Доерти         | 3–9         |
| Победник  | 2000   |                                 | Рони O'Саливан     | 9–5         |
| Финалиста | 2000   |                                 | Roни O'Сaливан     | 1–9         |
| Финалиста | 2000   | Првенство Уједињеног Краљевства | Џон Хигинс         | 4–10        |
| Финалиста | 2000   |                                 | Roни O'Саливан     | 3–9         |
| Победник  | 2002   |                                 | Ентони Хамилтон    | 9–8         |
| Победник  | 2002   |                                 | Стивен Ли          | 9–4         |
| Победник  | 2002   | Првенство Уједињеног Краљевства | Кен Доерти         | 10–9        |
| Финалиста | 2003   |                                 | Стивен Хендри      | 5–9         |
| Победник  | 2003   | Светско првенство               | Кен Доерти         | 18–16       |
| Победник  | 2003   |                                 | Џон Хигинс         | 9–5         |
| Победник  | 2006   |                                 | Џон Хигинс         | 9–8         |
| Победник  | 2010   |                                 | Динг Ђунхуеј       | 10–6        |
| Финалиста | 2010   | Првенство Уједињеног Краљевства | Џон Хигинс         | 9–10        |
| Победник  | 2011   |                                 | Mарк Селби         | 9–7         |
| Финалиста | 2011   |                                 | Стјуарт Бингам     | 8–9         |
| Финалиста | 2011   |                                 | Марк Селби         | 9–10        |
| Финалиста | 2015   |                                 | Џо Пери            | 3–4         |
| Финалиста | 2017   |                                 | Марк Селби         | 8–10        |
| Победник  | 2017   |                                 | Јан Бингтао        | 9–8         |
| Победник  | 2018   |                                 | Грејем Дот         | 9–1         |
| Победник  | 2018   | Светско првенство               | Џон Хигинс         | 18–16       |
| Победник  | 2018   |                                 | Дејвид Гилберт     | 10–9        |
| Финалиста | 2019   |                                 | Шон Марфи          | 9–10        |
| Победник  | 2021   |                                 | Али Картер         | Round-Robin |
| Победник  | 2021   |                                 | Гери Вилсон        | 6–4         |
| Финалиста | 2022   |                                 | Хосеин Вафеи       | 0 – 1       |
| Финалиста | 2023   |                                 | Шон Марфи          | 0 – 3       |
| Победник  | 2023   |                                 | Марк Селби         | 10 - 7      |
| Победник  | 2024   |                                 | Рони О'Сaливан     | 10 - 5      |